# Prat de Comte
Prat de Comte (spanisch Prat de Compte) ist eine Gemeinde (Municipio) mit 185 Einwohnern (Stand: 2024) im Südosten Kataloniens in Spanien. Die Gemeinde gehört zur Comarca Terra Alta.

## Lage
Prat de Comte liegt etwa 70 Kilometer westsüdwestlich von Tarragona in einer Höhe von ca. 365 m.

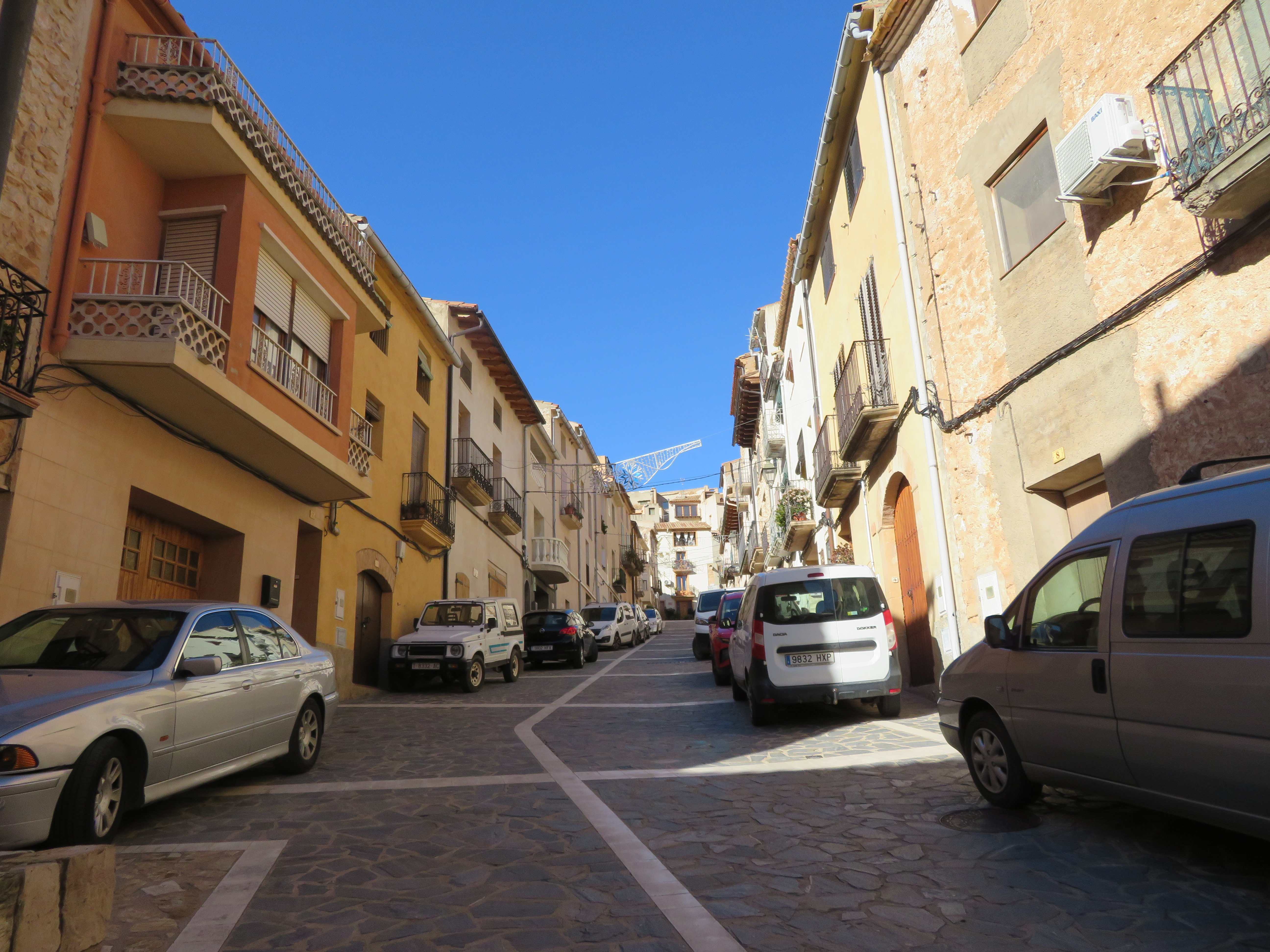
Prat de Comte

## Bevölkerungsentwicklung
| Jahr      | 1970 | 1981 | 1991 | 2001 | 2011 | 2021 |
| Einwohner | 341  | 248  | 222  | 177  | 190  | 186  |

## Sehenswürdigkeiten

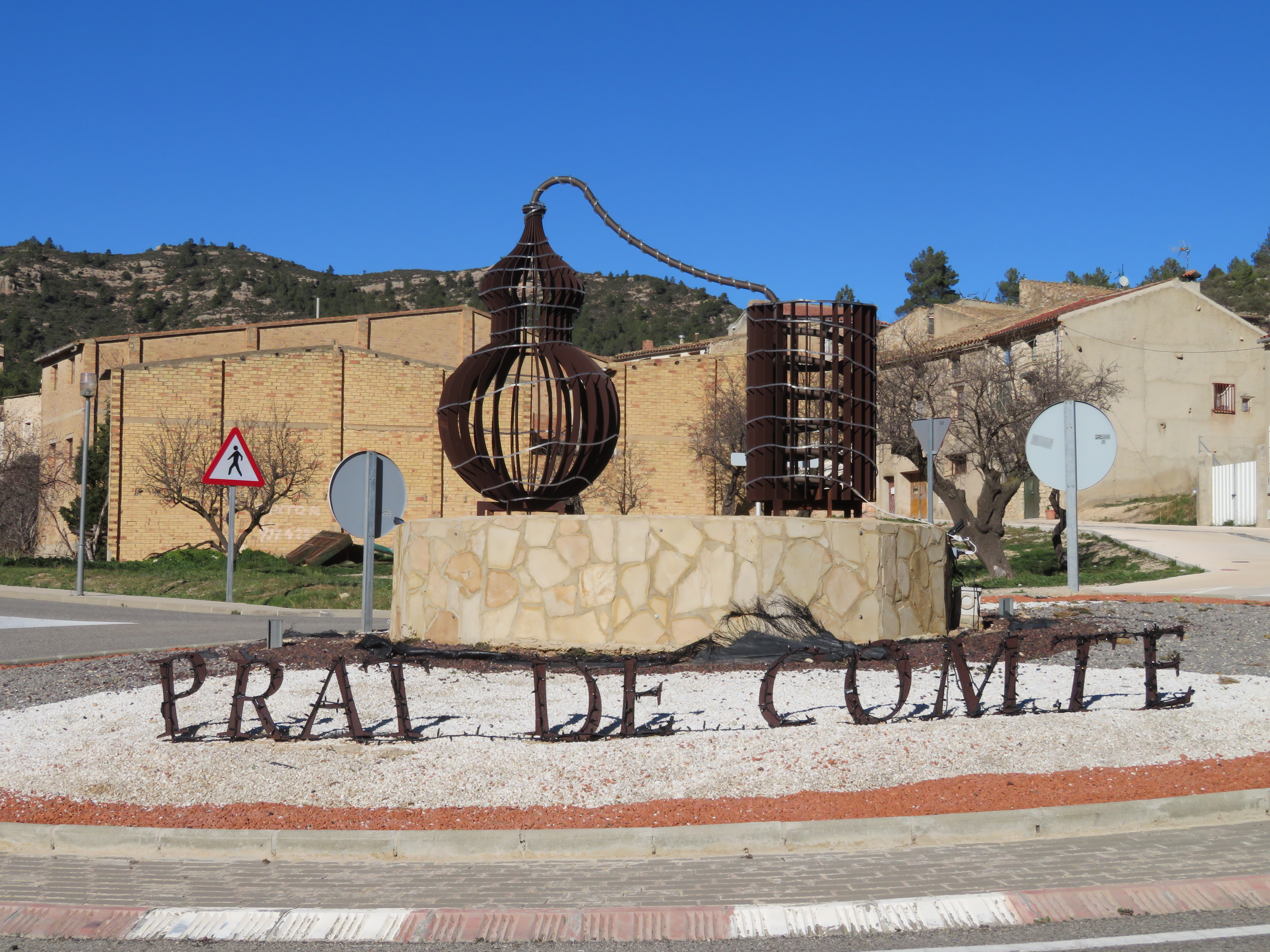
Prat de Comte

- Prat de ComteBartholomäuskirche

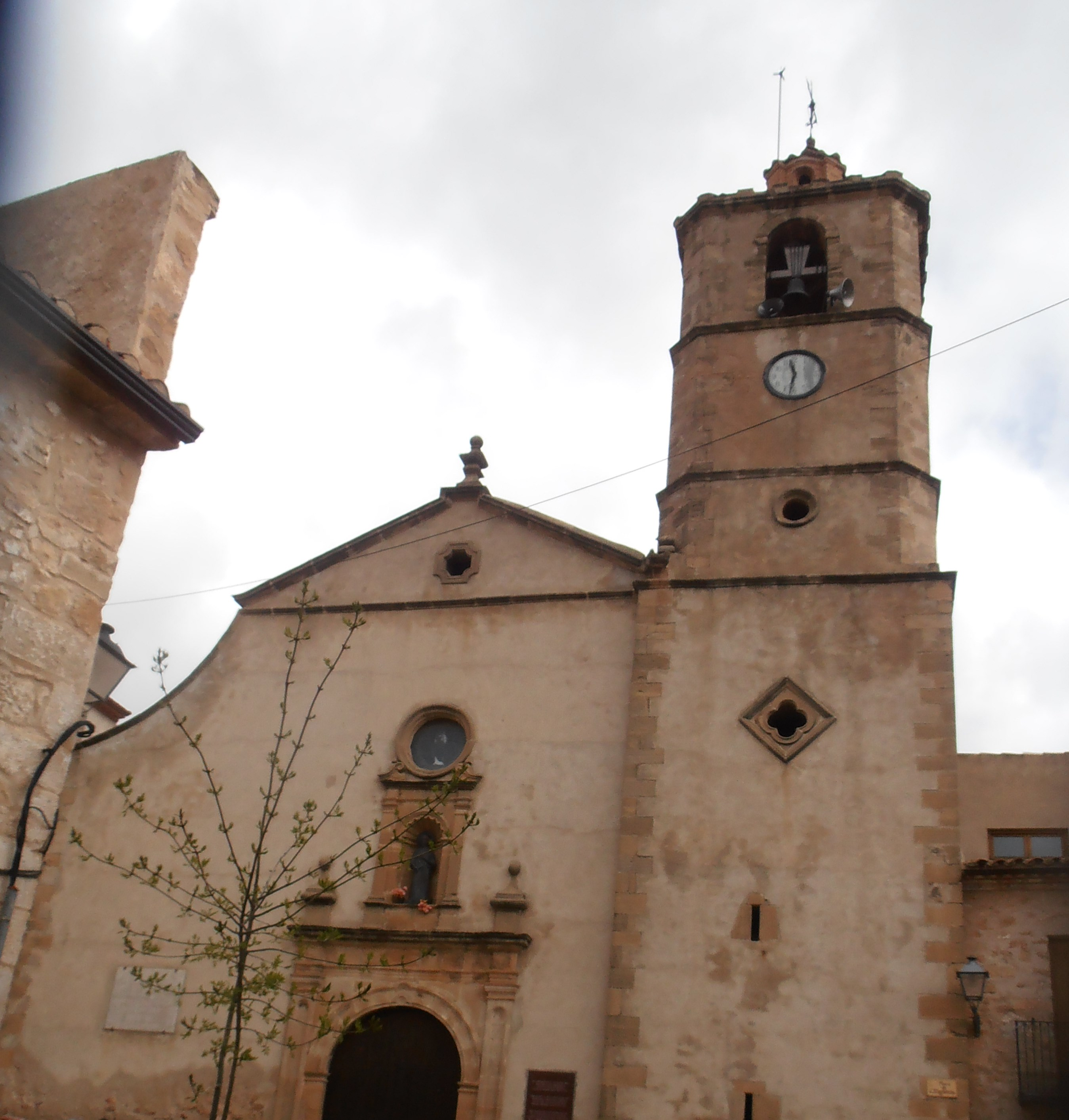
Bartholomäuskirche